# Oda Nobunaga
Oda Nobunaga (織田 信長?, ; Nagoya, 23 giugno 1534 – Kyōto, 21 giugno 1582) è stato un militare giapponese.
Figlio di Oda Nobuhide, un daimyō (feudatario) minore della provincia di Owari, entrambi fedeli al trono imperiale fino alla fine, condusse una serie di campagne militari che lo portarono a conquistare gran parte del Giappone.

## Biografia

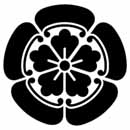
Lo stemma (mon) del clan Oda

### Giovinezza e ascesa

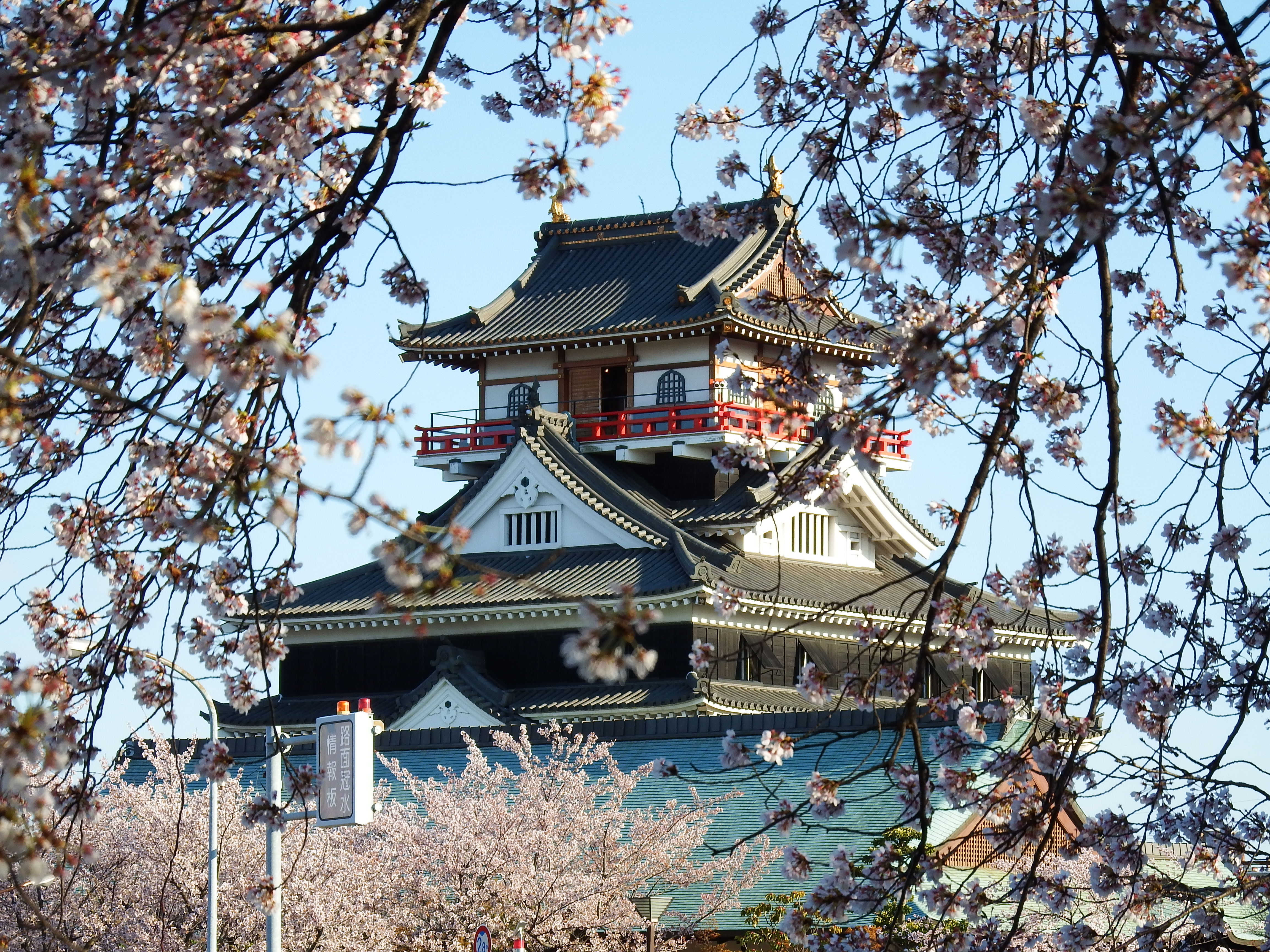
Il castello di Kiyosu

Nobunaga nacque, secondo la datazione giapponese, nel 3º anno dell'era Tenbun e nel 10° dell'era Tenshō.
Alla morte del padre Nobuhide nel 1551, si dice che il giovane Nobunaga abbia dato in escandescenze, alienandosi molti alleati del clan Oda, che già lo ritenevano troppo impulsivo e indisciplinato per diventare daimyō; questi perciò cominciarono ad appoggiare suo fratello Nobuyuki, e Hirate Masahide, mentore di Nobunaga, si assunse la responsabilità per il comportamento del ragazzo compiendo seppuku.
Sebbene Nobunaga fosse il legittimo erede di Nobuhide non c'era alcuna garanzia che fosse scelto per succedergli, anche perché il clan Oda era formalmente subordinato allo shugo di Owari, Shiba Yoshimune, manovrato dallo zio di Nobunaga, Nobutomo, che ricopriva il ruolo di shugodai; sembra che Nobutomo stesso fece uccidere Yoshimune quando fu evidente il suo tentativo di aiutare Nobunaga. Nobunaga riuscì però ad ottenere l'aiuto di un altro suo zio, Nobumitsu, e con il suo aiuto riuscì a impossessarsi del castello di Kiyosu, nel quale Nobutomo fu ucciso e del quale Nobunaga avrebbe fatto la propria residenza per i successivi dieci anni. Nobunaga convinse poi il nuovo shugo Shiba Yoshikane, figlio di Yoshimune, a stringere un'alleanza con altri due clan di shugo dell'area, il clan Imagawa della provincia di Suruga e il clan Kira della provincia di Mikawa; grazie a questa alleanza Nobunaga poté mobilitare le armate ai confini della provincia di Owari e usarle per i propri scopi.
Nel 1555 condusse le sue armate nella provincia di Mino in aiuto di Saitō Dōsan (la cui figlia aveva sposato nel 1549), in guerra con suo figlio Yoshitatsu, sul quale giravano voci che lo volevano figlio illegittimo e che temeva quindi di essere diseredato. La campagna militare si rivelò un fallimento, perché Dōsan fu sconfitto e ucciso nel 1556 da Yoshitatsu, che prese il suo posto.
Pochi mesi dopo, Nobuyuki e i suoi alleati, in particolare Shibata Katsuie e Hayashi Hidesada, sfidarono Nobunaga per il controllo del clan Oda, ma furono sconfitti nella battaglia di Inō; i tre furono perdonati per intercessione della madre di Nobunaga e Nobuyuki. Tuttavia, Nobunaga continuò a sospettare di Nobuyuki, e fingendosi malato lo fece venire nel castello di Kiyosu, dove lo assassinò nel 1557.
Nel 1559, Nobunaga aveva eliminato ogni opposizione interna al clan e poteva dirsi signore di Owari. Per un po' aveva continuato a stipulare alleanze con altri daimyō attraverso lo shugo Shiba Yoshikane, ma scoprì che questi era in trattative con i Kira e gli Imagawa per attaccare il clan Oda e restituire il controllo di Owari al clan Shiba, così lo cacciò, annullando i precedenti trattati ed entrando anzi in guerra.
Nel 1560, Imagawa Yoshimoto aveva riunito un grande esercito (tra 20.000 e 40.000 uomini, a seconda delle fonti) per marciare verso Kyōto, con la scusa di andare in soccorso dello shōgun Yoshiteru; a questo esercito si sarebbe dovuto unire quello del clan Matsudaira di Mikawa, vassallo del clan Imagawa. Nobunaga non aveva più di 2.000 uomini, e non poteva mobilitarli tutti dai confini; ciò nonostante, in quella che divenne nota come la battaglia di Okehazama, approfittando di un improvviso temporale attaccò di sorpresa il campo degli Imagawa, e uccise Yoshimoto, con una vittoria fulminea che sorprese e sconvolse tutto il Paese. Dopo la battaglia il nome di Nobunaga divenne famoso in tutto il Giappone, mentre il clan Imagawa subì un duro colpo, e perse rapidamente potere sui propri vassalli, e soprattutto sul clan Matsudaira, a cui apparteneva Matsudaira Motoyasu (il futuro Tokugawa Ieyasu), che nel 1561, superando l'antica ostilità tra i propri clan, firmò un'alleanza con Oda Nobunaga.

### IlTenka Fubu

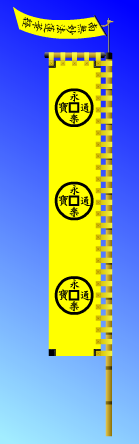
L'insegna militare di Nobunaga

Nella provincia di Mino, Saitō Yoshitatsu morì per malattia nel 1561, e gli succedette suo figlio Tatsuoki; questi, giovane e inesperto, non riscuoteva molta fiducia tra i suoi vassalli. Sfruttando la situazione, Nobunaga si trasferì nel suo castello di Komaki e cominciò ad attaccare Mino sia militarmente che diplomaticamente, convincendo i vassalli dei Saitō ad abbandonare il loro incompetente signore; l'esercito di Yoshitatsu fu così molto indebolito dalle defezioni quando Nobunaga scagliò l'attacco finale nel 1567 conquistando il castello di Inabayama ed esiliando Tatsuoki. Nobunaga si trasferì nel suo nuovo castello, che rinominò Gifu, ispirandosi al leggendario Monte Gi (Qi in cinese) dalla quale si diceva fosse partita la conquista della Cina da parte della dinastia Zhou. Si fece inoltre forgiare un sigillo con la scritta Tenka Fubu (天下布武? lett. "una sola insegna militare sotto il cielo"), dove Tenka o "tutto sotto il cielo" è un antico modo di dire per "nel mondo", "in tutto il Giappone", quindi la frase viene alternativamente interpretata come "riunificare il Giappone sotto una sola spada" o "coprire di gloria militare il Giappone".

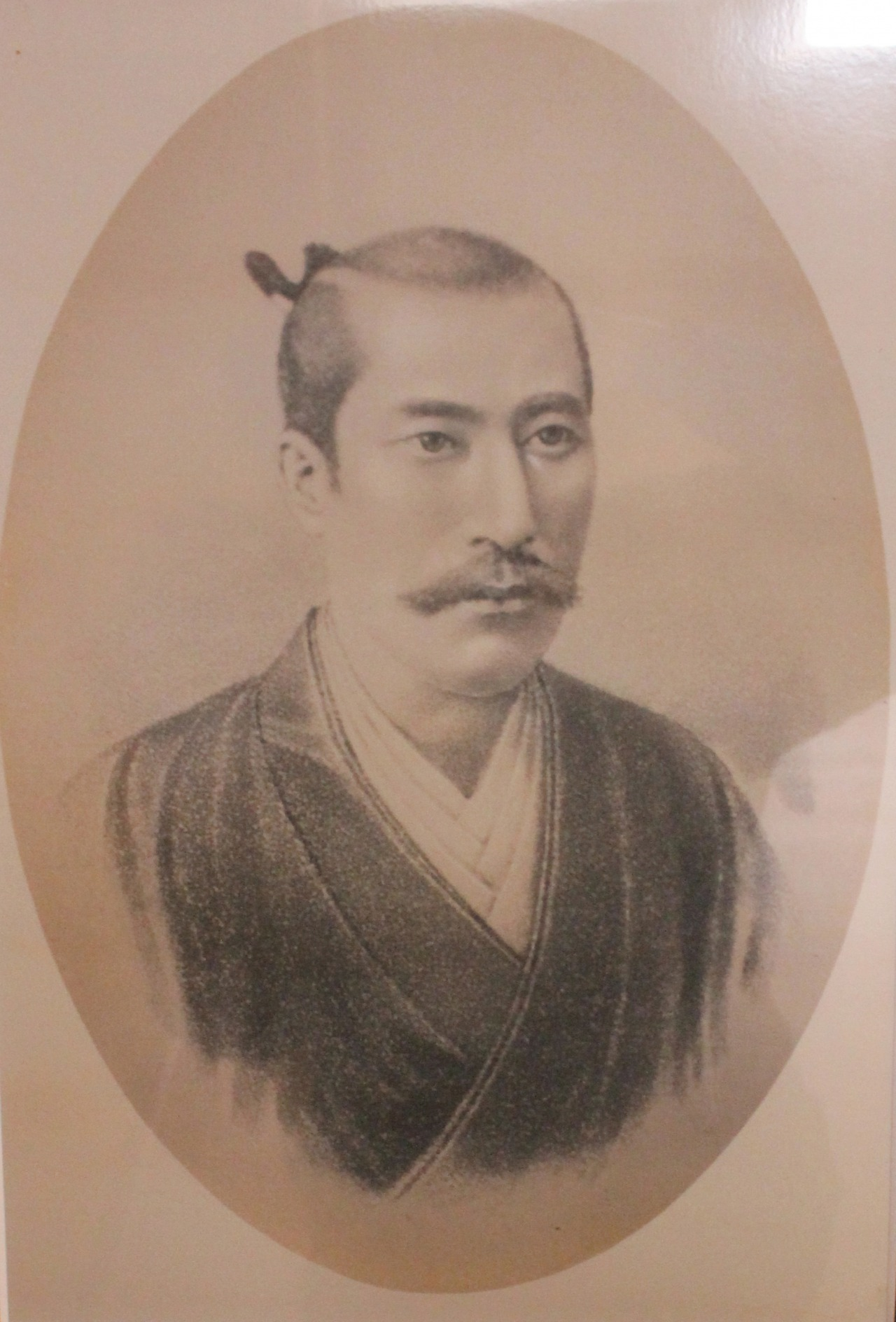
Oda Nobunaga ritratto dal un gesuita

Nel 1564, Nobunaga diede sua sorella Oichi in moglie a Azai Nagamasa, garantendosi il supporto del clan Azai della provincia di Omi.
Nel 1568, Ashikaga Yoshiaki, fratello del defunto shōgun Yoshiteru si recò a Gifu per chiedere l'aiuto militare di Nobunaga per spodestare lo shōgun fantoccio Yoshihide, con il quale il clan Miyoshi aveva sostituito suo fratello, e ripristinare l'autorità dello shogunato. Nobunaga accolse la sua proposta, cogliendo l'occasione per avere uno shōgun a legittimare le proprie campagne militari e al contempo avere il controllo della capitale Kyōto, arrestando il declino del prestigio imperiale e riportandolo ai suoi antichi fasti. Nel Sud della provincia di Omi, sulla strada per la capitale, il clan Rokkaku, guidato da Rokkaku Yoshikata, si opponeva alle pretese di Yoshiaki e si preparava alla guerra; Nobunaga lanciò un attacco preventivo grazie all'aiuto del clan Azai, e conquistò tutti i castelli dei Rokkaku. Avendo ormai la strada spianata, in breve raggiunse Kyōto, dove riuscì facilmente a imporsi sull'impreparato clan Miyoshi. Yoshiaki divenne shōgun e offrì a Nobunaga il posto di kanrei, ma questi rifiutò.
Dopo poco fu chiaro che Nobunaga intendeva manipolare Yoshiaki grazie alla sua forza militare, e lo shōgun, sostanzialmente privato dei suoi poteri, cominciò a tramare contro di lui raccogliendo i clan disposti a combatterlo. Il clan Asakura, in particolare, era insofferente del suo successo, in quanto il clan Oda era sempre stato storicamente subordinato agli Asakura, e sebbene Asakura Yoshikage avesse offerto protezione a Yoshiaki non aveva osato marciare verso la capitale. Quando però Nobunaga attaccò gli Asakura, suo cognato Azai Nagamasa, non volendo rompere l'antica alleanza che legava il clan Azai agli Asakura, prese le parti degli Asakura. Con l'aiuto dei ribelli amidisti Ikkō, l'alleanza che Yoshiaki aveva formato contro Nobunaga entrò nel conflitto e inflisse gravi perdite agli Oda. Nella battaglia di Anegawa, Nobunaga e Tokugawa Ieyasu sconfissero gli eserciti degli Azai e degli Asakura. Poi Nobunaga attaccò nel 1571 il monastero buddhista della scuola Tendai Enryaku-ji, sul monte Hiei, che addestrava monaci guerrieri e che trovandosi molto vicino alla sua residenza nella capitale costituiva per lui una spina nel fianco; il monastero fu completamente raso al suolo, e tra 20.000 e 30.000 uomini, donne e bambini furono uccisi nella campagna militare. A questo punto attaccò la fortezza Ikkō di Nagashima, contro la quale soffrì gravi perdite, tra cui due suoi fratelli, e quando infine espugnò la fortezza diede fuoco a tutto il complesso, uccidendo decine di migliaia di persone.
Takeda Shingen, nonostante ufficialmente il clan Takeda fosse in buoni rapporti con il clan Oda, aveva aderito all'alleanza contro Nobunaga, e nel 1572, su pressione dello shōgun, marciò verso la capitale; impegnato sul fronte occidentale, Nobunaga inviò solo pochi rinforzi a Tokugawa Ieyasu, che fu sconfitto nella battaglia di Mikatagahara. Per fortuna della fazione Oda-Tokugawa, Shingen morì poco dopo, nel 1573, prima di raggiungere Kyōto, e il clan Takeda si ritirò. Essendo però ormai Yoshiaki uscito allo scoperto, fu costretto ad affrontare Nobunaga con le sue esigue forze, e nonostante l'intervento diplomatico della corte imperiale per evitare la battaglia Nobunaga sconfisse Yoshiaki e lo esiliò, ponendo fine allo shogunato Ashikaga.
Nello stesso anno i clan Azai e Asakura furono definitivamente sconfitti, e suo cognato Azai Nagamasa, dopo avergli rimandato sua sorella Oichi, compì seppuku. Takeda Katsuyori, erede di Shingen, fu sconfitto nel 1575 nella battaglia di Nagashino in cui la fazione Oda-Tokugawa usò per la prima volta gli archibugi comprati dai portoghesi; la lentezza di ricarica degli archibugi fu compensata disponendo i tiratori su tre linee, ognuna delle quali copriva le spalle alle altre mentre queste ricaricavano. Le armature non riuscirono a resistere ai colpi, e la cavalleria dei Takeda fu falciata ancor prima di arrivare allo scontro corpo a corpo.
Continuando la sua espansione, Nobunaga cominciò a dislocare i suoi generali a controllo delle singole province; Shibata Katsuie e Maeda Toshiie furono inviati a Nord, e Akechi Mitsuhide nella provincia di Tamba. Hashiba Hideyoshi fu invece mandato a Ovest nel 1577 contro il clan Mōri, che sosteneva con approvvigionamenti via mare la fortezza Ikkō di Ishiyama Hongan-ji, sulla quale l'esercito di Nobunaga stringeva l'assedio da terra da diverso tempo.
Nel 1578, il nuovo castello di Nobunaga, noto come castello di Azuchi, fu completato; da questo castello, che impressionò i contemporanei per le sue decorazioni stravaganti, il periodo compreso tra la caduta dello shogunato Ashikaga e la morte di Nobunaga è oggi noto come periodo Azuchi.
Nel 1577, però, Uesugi Kenshin, il secondo miglior generale del suo tempo dopo Takeda Shingen, aveva deciso di prendere parte ad una seconda alleanza anti-Nobunaga. Il primo scontro avvenne nella battaglia di Tedorigawa, e risultò in una decisiva vittoria di Kenshin, che cominciò a preparare la sua marcia su Kyōto. Secondo una tradizione, Nobunaga avrebbe confessato ad un suo ufficiale che se Kenshin fosse arrivato a Kyōto con il suo esercito egli non avrebbe avuto altra scelta che arrendersi e sperare di essere risparmiato. Uesugi Kenshin, però, morì, forse d'infarto, o forse di cancro allo stomaco, mentre si trovava nel suo lavatoio; secondo fonti dell'epoca la sua salute appariva compromessa già da tempo.
Ormai senza validi rivali, Nobunaga costrinse gli ultimi ribelli Ikkō ad arrendersi nella fortezza di Ishiyama Hongan-ji nel 1580, ed annientò completamente il clan Takeda nel 1582, durante la battaglia di Temmokuzan. Nobunaga era ormai l'autorità indiscussa nel Paese, e si accingeva a muovere i suoi eserciti contro le province di Echigo e Shikoku.

### L'incidente di Honnō-ji

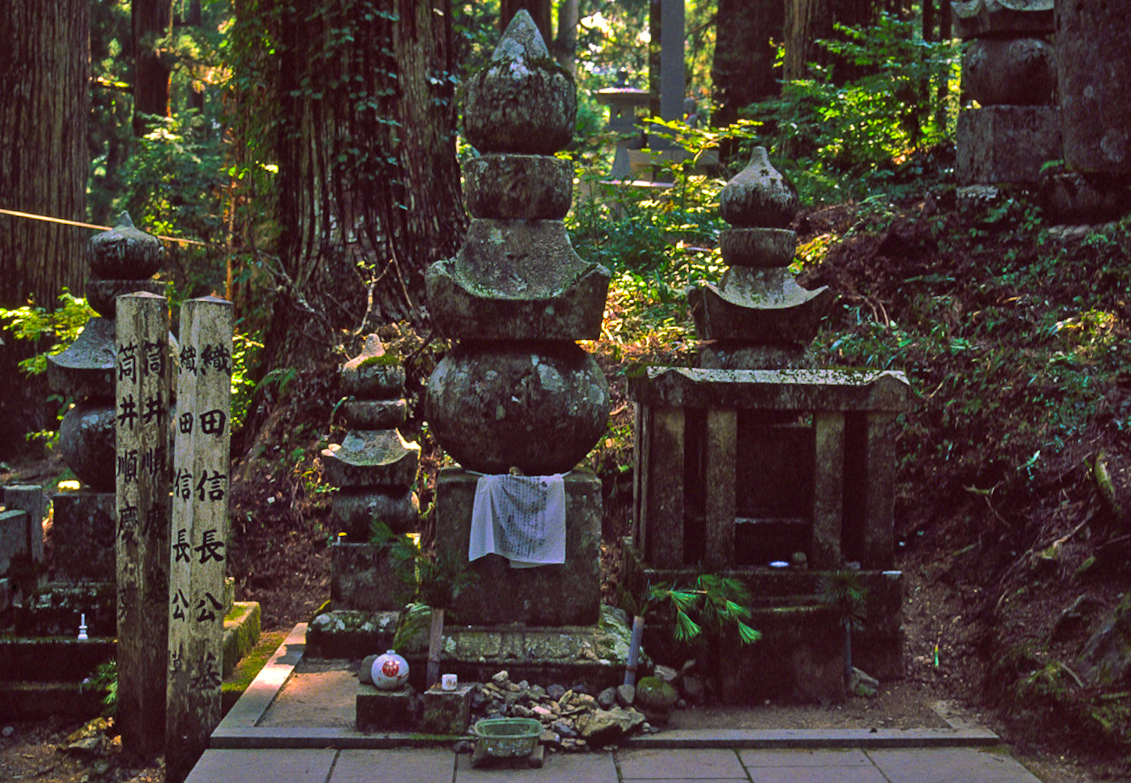
La tomba di Nobunaga sul monte Kōya, nella prefettura di Wakayama

La Iphiclides podalirius, farfalla preferita di Oda rinominata Ageha-chō (揚羽蝶)

Nel 1582, Hashiba Hideyoshi, uno dei generali più vicini a Nobunaga, invase la provincia di Bitchu, assediando il castello di Takamatsu; quest'ultimo era vitale per il clan Mōri, perché occupava una posizione strategica dalla quale era possibile penetrare con facilità nel loro dominio. Mōri Terumoto arrivò perciò con il suo esercito a sostegno del castello di Takamatsu, e le due parti si trovarono in uno stallo. A questo punto Hideyoshi chiese rinforzi a Nobunaga.
È stato osservato che Hideyoshi non aveva realmente bisogno di rinforzi, ma chiese comunque l'aiuto del suo signore; secondo alcuni lo fece per non assumersi direttamente il merito della vittoria, in quanto molti generali non vedevano di buon occhio il successo di un generale di umili origini e non appartenente a un clan samurai; secondo altri Hideyoshi intendeva mettere Nobunaga in una posizione critica in modo da poterne trarre un vantaggio personale.
In ogni caso, Nobunaga lasciò i preparativi per l'invasione di Shikoku a Niwa Nagahide e partì con Akechi Mitsuhide per raggiungere Hideyoshi. Lungo il tragitto, Nobunaga e i suoi uomini sostarono nel tempio Honnō-ji a Kyōto, dove Nobunaga, essendo al centro del suo dominio e ritenendosi al sicuro, si lasciò scortare solo da pochi servitori e guardie di fiducia. Inaspettatamente, Akechi Mitsuhide dispose i suoi uomini intorno al tempio in un tentativo di colpo di Stato; nella schermaglia che seguì, Nobunaga perse e si ritirò all'interno del tempio. Mitsuhide, applicando la tecnica che Nobunaga aveva tante volte usato, appiccò fuoco al tempio.
Non si sa cosa accadde a Nobunaga nelle sue ultime ore di vita; probabilmente lui e il suo attendente Mori Ranmaru compirono seppuku mentre il tempio bruciava. I suoi resti non furono mai ritrovati tra le macerie del tempio, dando adito a una vasta gamma di leggende popolari.
Immediatamente dopo il colpo di Stato, gli uomini di Mitsuhide attaccarono il castello Nijō, dove costrinsero l'erede di Nobunaga, Nobutada, a compiere seppuku a sua volta. Per undici giorni Mitsuhide incontrò vari esponenti del clan Oda e della corte imperiale per essere nominato successore di Nobunaga, ma invano. Hideyoshi, che appena ricevuta la notizia aveva siglato una tregua con il clan Mori, raggiunse e sconfisse Mitsuhide nella battaglia di Yamazaki dopo soli 11 giorni dalla morte di Nobunaga. Mitsuhide fu poi ucciso dal bandito Nakamura.

## Governo
Nobunaga non accettò mai nessuno dei titoli che gli furono offerti, e rimase sempre solo il capo del clan Oda e il daimyō di Owari; ciò nonostante, la sua autorità gli permise di introdurre importanti cambiamenti nel Paese.
Una delle novità più importanti del periodo Azuchi-Momoyama fu la razionalizzazione delle famiglie samurai; nel periodo Muromachi infatti le numerose guerre combattute anche e soprattutto a livello provinciale avevano spinto i clan ad accettare nei loro eserciti chiunque fosse abile al combattimento, e durante l'epoca Sengoku praticamente ogni giapponese maschio adulto apparteneva ad almeno una organizzazione militare. Dal 1576 Nobunaga cominciò a confiscare le armi ai contadini nei territori da lui controllati, riducendo così il rischio di rivolte e il numero di combattenti da lui non direttamente controllabili; il suo successore Toyotomi Hideyoshi, nonostante fosse lui stesso originario di una famiglia di contadini, completò l'opera distinguendo per legge la casta samurai (l'accesso alla quale poteva così avvenire solo per via ereditaria) dalle altre e vietando a tutti i non-samurai il porto d'armi. Le famiglie samurai che si erano opposte a Nobunaga prima, e a Hideyoshi e Ieyasu poi, furono dichiarate illegittime e i loro componenti divennero rōnin oppure civili.
Sul piano militare, Nobunaga portò il suo esercito al livello tecnologico di quelli europei, impiegando per primo su larga scala lance, armi da fuoco, navi corazzate, e fortificazioni all'altezza delle guerre di massa del periodo. Alcune fonti, inoltre, gli attribuiscono l'ideazione del fuoco di fila da parte delle truppe dotate di archibugi, capace di garantire un fuoco continuo e quindi un maggiore impatto sul nemico; tale tattica, utilizzata per la prima volta nel 1575 durante la Battaglia di Nagashino, sarebbe infatti comparsa in Europa solo nel 1590, a dimostrazione delle grandi abilità strategiche di Nobunaga, che facendo per primo un uso massiccio di armi europee per la sua campagna militare apportò un cambiamento radicale alle ormai antiquate tattiche belliche impiegate dagli eserciti giapponesi.
Le sue guerre sono però ricordate soprattutto per la loro violenza e per la spietatezza con cui il suo esercito infieriva sui vinti, combattenti e civili; a questo si unisce la pratica di bruciare vivi i nemici, che Nobunaga usava come monito per i suoi oppositori. Nobunaga puntò sulla specializzazione e sulla professionalizzazione del suo esercito, e assegnò gli incarichi e le promozioni su base strettamente meritocratica, ignorando quasi completamente le regole di nobiltà e relazioni familiari tradizionalmente seguite negli eserciti feudali del tempo; l'ascesa di Hideyoshi, che da figlio di contadini riuscì a essere riconosciuto erede di Nobunaga, ne è l'esempio lampante. Ai daimyō sconfitti espropriò le terre, e le ridistribuì tra i propri vassalli non in base alla dimensione, ma alla produzione di riso. Con qualche modifica, il sistema organizzativo di Nobunaga venne esteso a tutto il Paese con l'inizio dello shogunato Tokugawa.
Sul piano economico, Nobunaga dimostrò grande competenza, sviluppando i castelli come perno dell'economia locale, migrando da un'economia agricola a una di tipo manifatturiero, costruì strade tra i castelli, per agevolare i traffici commerciali e lo spostamento degli eserciti, e uniformò le unità di misura. Potenziò i traffici internazionali, oltre che con Cina e Corea anche con i nanban ("barbari meridionali", termine che copre Filippine, Siam e Indonesia, ma anche l'Europa). Istituì inoltre le rakuichi rakuza, con cui si proibivano i monopoli e si costringevano all'apertura le unioni, associazioni e gilde che Nobunaga considerava un ostacolo al commercio. Sviluppò anche leggi che prevedevano casi di esenzione fiscale e regolamentò la contrazione di debiti.
Grazie alla ricchezza accumulata nel tempo, Nobunaga finanziò varie forme d'arte, e fece costruire meravigliosi giardini e castelli. Il suo castello di Azuchi sulle sponde del lago Biwa è descritto dai contemporanei come uno dei più belli della storia, coperto d'oro e statue all'esterno e decorato all'interno con paraventi, porte scorrevoli, dipinti sui muri e sui soffitti, soprattutto ad opera di Kanō Eitoku. In questo periodo, il maestro di cerimonie di Nobunaga, Sen no Rikyū codificò le regole del cha no yu, la cerimonia del tè che Nobunaga popolarizzò e che usò per discutere di politica e affari. Sotto il suo governo comparvero anche i primi esempi di kabuki, che si sviluppò organicamente nel più pacifico periodo Edo.
Nobunaga si dimostrò molto interessato alla cultura europea, tanto che collezionò opere d'arte, armi e armature occidentali. È considerato uno tra i primi giapponesi ad aver indossato abiti europei, e nonostante non fosse religioso sostenne i missionari gesuiti in Giappone come mossa politica contro i monaci buddisti; sotto il suo governo, il 15 agosto 1576, fu costruita la prima chiesa cristiana in Giappone e nel 1580 donò un terreno al gesuita Alessandro Valignano per l'edificazione di un seminario che fu poi affidato a Organtino Gnecchi Soldo.

## Famiglia
Secondo alcune fonti Oda Nobunaga e l'intero clan Oda erano discendenti di entrambi i clan Fujiwara e Taira. (precisamente il ramo di Taira no Shigemori). La sua discendenza può essere direttamente ricondotta al suo bis-bis-nonno Oda Hisanaga, seguito da Oda Toshisada, Oda Nobusada, Oda Nobuhide, e Nobunaga stesso.

### Famiglia diretta
Nobunaga era il figlio più grande di Nobuhide, un signore minore della provincia di Owari, e Tsuchida Gozen, che era anche la madre di tre dei suoi fratelli (Nobuyuki, Nobukane, and Hidetaka) e due sorelle (Oinu e Oichi).
- Padre: Oda Nobuhide (1510–1551)
- Madre: Tsuchida Gozen (morta 1594)
- Fratelli
  - Oda Nobuhiro (morto 1574)
  - Oda Nobuyuki (1536–1557)
  - Oda Nobukane (1548–1614)
  - Oda Nagamasu (1548–1622)
  - Oda Nobuharu (1549–1570)
  - Oda Nobutoki (morto 1556)
  - Oda Nobuoki
  - Oda Hidetaka (morto nel 1555, ucciso accidentalmente dallo zio Nobutsugu)
  - Oda Hidenari
  - Oda Nobuteru
  - Oda Nagatoshi
- Sorelle:
  - Oichi (1547–1583), sposata con
    - Azai Nagamasa (1564–1573)
    - Shibata Katsuie (1582–1583)

  - Oinu, sposata con Saji Nobukata

### Discendenza
Moglie: Lady Nohime, figlia di Saitō Dōsan
Figli
- Oda Nobutada (1557–1582)
- Oda Nobukatsu (1558–1630)
- Oda Nobutaka (1558–1583)
- Hashiba Hidekatsu (1567–1585)
- Oda Katsunaga (morto 1582)
- Oda Nobuhide (1571–1597)
- Oda Nobutaka successivamente Toyotomi Takajuro (1576–1602) adottato da Toyotomi Hideyoshi
- Oda Nobuyoshi successivamente Toyotomi Musashimori (1573–1615) adottato da Toyotomi Hideyoshi
- Oda Nobusada (1574–1624)
- Oda Nobuyoshi (morto 1609) adottato da Toyotomi Hideyoshi
- Oda Nagatsugu (morto 1600)
- Oda Nobumasa (1554–1647, figlio illegittimo)

Figlie
- Tokuhime (1559–1636), sposò Matsudaira Nobuyasu
- Fuyuhime (1561–1641), sposò Gamō Ujisato
- Hideko (morta 1632), sposò Tsutsui Sadatsugu
- Eihime (1574–1623), sposò Maeda Toshinaga
- Hōonin, sposò Niwa Nagashige
- Sannomarudono (morta 1603), concubina di Toyotomi Hideyoshi, sposò Nijō Akizane
- Tsuruhime, sposò Nakagawa Hidemasa
- Oushin, concubina di Saji Kazunari
- Ofuri, sposò Mizune Tadatane
- una moglie di Marikoji Mitsufusa
- una moglie di Tokudaiji Sanehisa

Adottata:
- Toyama Fujin sposò Takeda Katsuyori

## Presenza nella cultura di massa moderna
Nobunaga compare frequentemente nella narrativa e continua a essere descritto in molti anime, manga, videogiochi e film. Generalmente viene descritto come di natura malvagia o anche demoniaca, sebbene alcune opere lo ritraggano in una luce più positiva. Quest'ultimo tipo di opere include il film di Akira Kurosawa Kagemusha - L'ombra del guerriero, in cui è energico, atletico e rispettoso dei suoi nemici. In Goemon viene descritto come un maestro di Ishikawa Goemon. Nobunaga è anche un protagonista del racconto storico Taiko Ki di Eiji Yoshikawa dove è un lord fermo ma benevolente. Viene descritto in maniera eroica anche in alcuni videogiochi come Kessen III, Inazuma Eleven GO Chrono Stones, Ninja Gaiden 2 e la serie Warriors Orochi.
In contrasto, nella serie di romanzi e anime Yōtōden è descritto letteralmente come un demone e un signore della guerra affamato di conquista. Nel romanzo The Samurai's Tale di Erik Christian Haugaard, è un antagonista "noto per la sua crudeltà spietata". È descritto come malvagio o megalomaniaco in alcune serie manga e anime inclusi Samurai Deeper Kyo e Flame of Recca. Nobunaga è descritto come malvagio, assetato di sangue, e/o demonico in molti videogiochi come Ninja Master's, Sengoku, Inindo: Way of the Ninja ed Atlantica Online, e nelle serie di videogiochi Onimusha, Samurai Warriors, Sengoku Basara (e il suo adattamento come anime) e in Soulcalibur.
La connotazione demoniaca di Nobunaga appare anche nel manga Drifters, dove è uno dei protagonisti e viene descritto come "Il Re Demone del sesto cielo". Appare anche nel videogioco Assassin's Creed Shadows. dove vengono presentate al giocatore entrambe le anime di esso, spietato nei confronti del villaggio di Iga della protagonista Fujibayashi Naoe, sia gentile, amichevole e amante dell'arte nelle sezioni in cui viene mostrato il passato di Yasuke, co-protagonista del gioco e figura storica realmente esistita, riconosciuta ufficialmente come uno dei primi samurai stranieri al Giappone, assieme al samurai di Tokugawa Ieyasu, William Adams.
Ci sono anche numerosi esempi di sue descrizioni in un contesto più neutrale o storico, specialmente nei taiga drama (serie storiche romanzate) sulla televisione giapponese. Oda Nobunaga compare anche nella serie manga Tail of the Moon, Kacchu no Senshi Gamu e nel romanzo storico di Tsuji Kunio The Signore: Shogun of the Warring States. Rappresentazioni storiche nei videogiochi (principalmente in giochi strategici occidentali) includono Shogun: Total War, Total War: Shogun 2, Throne of Darkness, DomiNations, Ninja Commando e l'eponima serie Nobunaga's Ambition, così come Civilization V e Age of Empires II: The Conquerors, mentre nel videogioco Fate/Grand Order appare come servant di classe archer, berserker e avenger.
È stato interpretato da Ryō Kase nel film del 2023 Kubi, sull'incidente di Honnō-ji.
Nella serie tv Shogun, Eijiro Ozaki interpreta Kuroda Nobuhisa, personaggio basato sulla figura storica di Oda Nobunaga.